# 劉壽曾
劉壽曾（1838年—1882年），字恭甫，一字芝雲，清代學者、經學大師。

## 生平
道光十八年（1838年），出生於扬州祖居青溪。祖父劉文淇與父親劉毓崧皆清代經學家，三代研治經學。同治甲子、光緒丙子兩中副榜，為東台知縣某公掌書記，以游幕校书为生。其父劉毓崧歿後繼主金陵書局。
劉壽曾承祖、父之業撰述《春秋左氏传旧注疏证》至“襄公四年”而卒。另著有《春秋五十凡例表》、《临川答问》、《昏礼重别论对驳义》、《传雅堂诗集》等。